# 姫路市立御国野小学校
姫路市立御国野小学校（ひめじしりつ みくにのしょうがっこう）は、兵庫県姫路市御国野町御着に所在する公立小学校。

## 沿革
- 1873年（明治6年）10月 - 御着・国分寺が連合して天川校を、深志野が原明校を創立。
- 1875年（明治8年）2月 - 両校が合併。姫路市の主張ではこの年を本校の創立年としている。
- 1879年（明治12年）4月 - 開成小学校と改称。
- 1892年（明治25年）6月 - 御国野尋常小学校と改称。
- 1913年（大正2年）4月 - 御国野尋常高等小学校と改称。
- 1941年（昭和16年）4月 - 御国野国民学校と改称。
- 1947年（昭和22年）4月 - 御国野村立御国野小学校と改称。
- 1957年（昭和32年）10月1日 - 御国野村が姫路市に編入され、姫路市立御国野小学校と改称[1]。

## 通学区域
- 御国野町深志野、御国野町国分寺、御国野町御着、御国野町西御着、四郷町山脇（字丁田159番の2、160番~164番、169番の3及び171番の2）[2]

進学先中学校の変遷
- 1947年度~1948年度 - 御国野村立御国野中学校
- 1949年度~1974年度 - 姫路市立東光中学校
- 1975年度~現行 - 姫路市立東中学校

## 通学区域が隣接している学校
- 姫路市立別所小学校
- 姫路市立四郷学院
- 姫路市立花田小学校
- 姫路市立谷外小学校